# Jean-Baptiste Oudry
Jean-Baptiste Oudry (París, 17 de marzo de 1686-Beauvais, 30 de abril de 1755) fue un pintor, grabador y diseñador de tapices del Rococó francés. Se le conoce especialmente por sus obras de animales y escenas de caza.

## Biografía
Fue hijo de Jacques Oudry, un pintor y marchante de arte de París, y de Nicole Papillón, pariente del grabador Jean-Baptist-Michel Papillon.
Su padre era director de la escuela de arte Académie de St-Luc, a la que él asistió. Al principio Oudry estaba más interesado por los retratos, por lo que pasó a ser discípulo de Nicolas de Largillière. Se graduó el 21 de mayo de 1708, con 22 años de edad, al mismo tiempo que sus dos hermanos mayores, y se casó con Marie-Marguerite Froissé en 1709. Su mujer era la hija de un miroitier (fabricante de espejos), y él le dio lecciones de pintura.
Oudry pasó a ser profesor asistente de la Académie de St-Luc en 1714, y profesor el 1 de julio de 1717. Entró en la prestigiosa Real Academia de Pintura y Escultura en 1719, en la que empezó a impartir clases en 1743.
Tras trabajar en muchos retratos Oudry empezó a pintar frutas y animales dispuestos en bodegón, así como pinturas de tipo religioso, de la Natividad y la Adoración de los Reyes Magos entre otros temas.
A través de su amigo Jean-Baptiste Massé, un miniaturista y pintor de retratos, Oudry fue presentado al marqués de Beringhen, responsable de los establos reales, para el que pintó un par de cuadros en 1727. A través de esta relación consiguió que le pidieran muchas obras para el rey, que era un apasionado de la caza y que nombró a Oudry pintor oficial de las cacerías reales. Se le dispuso un taller en las Tullerías y una vivienda en el Louvre.

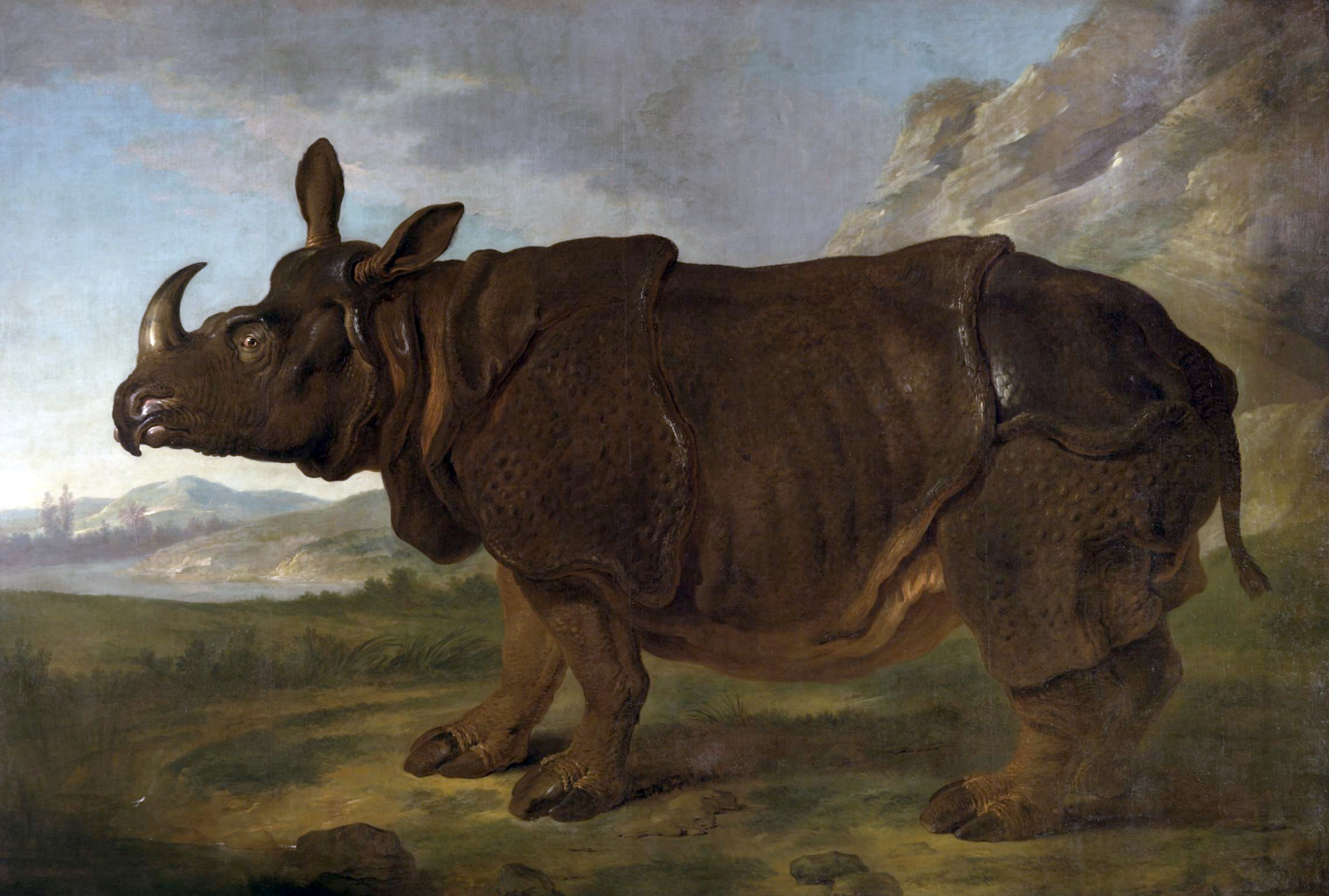
El rinoceronte Clara, 1749 (Museo Estatal de Schwerin).

M. Hultz, un consejero de la Académie de Peinture, le pidió pintar un buffet o bodegón con platos, jarrones y frutas. La obra se expuso en el Salón de París de 1737. Oudry pidió por su trabajo diez pistoles (moneda francesa equivalente a dos escudos españoles), pero Hultz insistió en pagarle veinticinco. Más tarde se le pidió pintar un buffet para Luis XV (expuesto en el Salón de 1743), que fue a parar al castillo de Choisy-le-Roi, la residencia de caza favorita del rey.
M. Hultz recomendó a Oudry ante Louis Fagon (1680-1744), un intendant des finances y coleccionista de libros, Oudry decoró sus casas de Vauré y Fontenay-aux-Roses con arabescos, flores y pájaros. Se encargó a Fagon que devolviera el esplendor a la factoría de tapices de Beauvais, que había cobrado importancia con Colbert, y delegó esa tarea en Oudry y su asociado, Besiner, en 1734. Oudry alcanzó mucho éxito con esta tarea, en la que se enriquecería. Su éxito le llevó a ser nombrado inspector de la manufactura de los Gobelinos en 1736, donde sus diseños se plasmarían en tapices. Durante la mayor parte de la década de 1730 se concentró en producir diseños para tapicería.
Oudry empleó una cámara oscura en un intento de acelerar el proceso de producir paisajes, pero abandonó el intento cuando vio que la perspectiva y los efectos de la luz no quedaban correctamente plasmados.

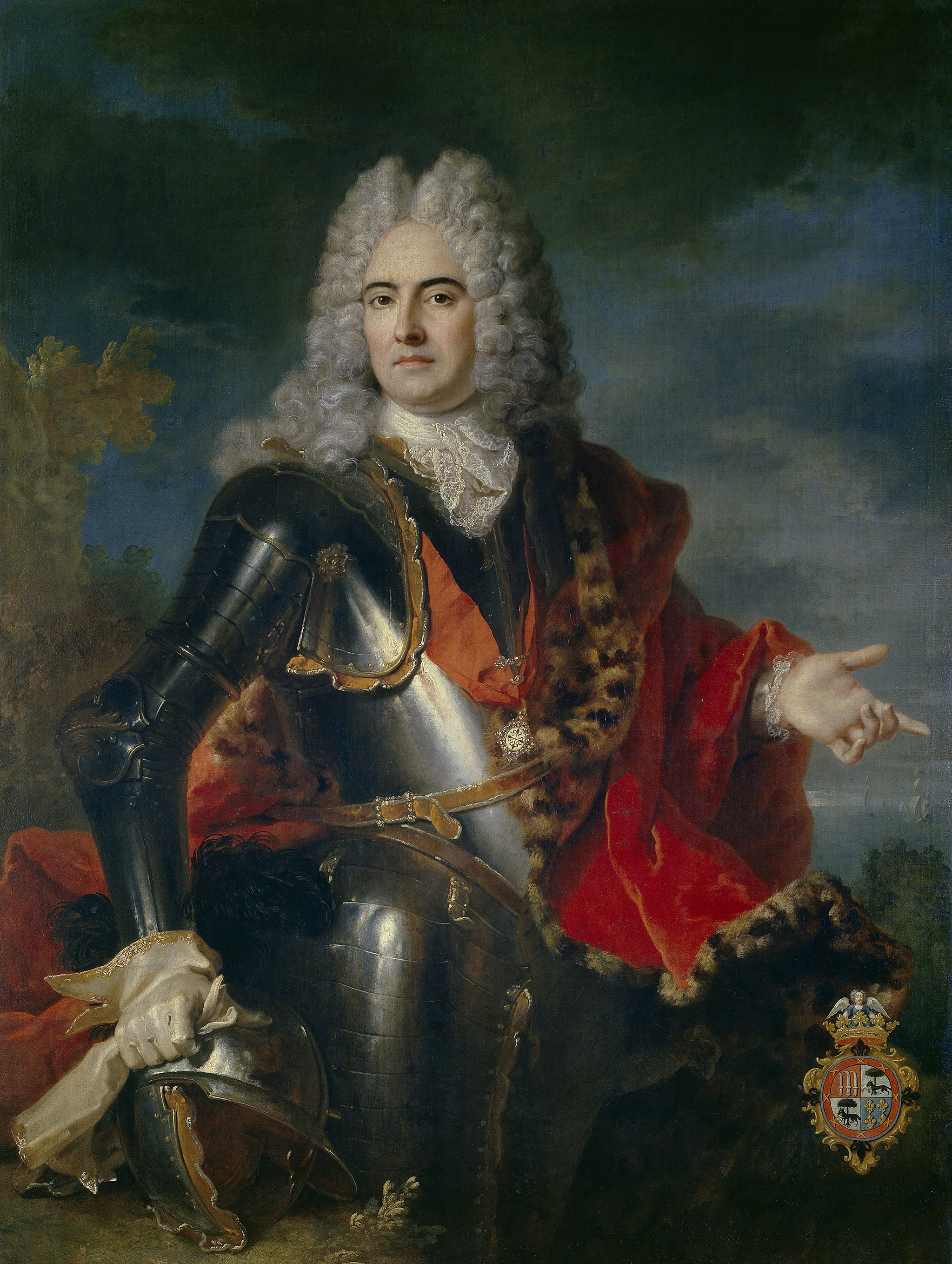
José de Rozas y Meléndez de la Cueva, conde de Castelblanco, Museo del Prado.

Aunque Oudry produjo excelentes escenas de animales y caza, también pintó retratos, obras históricas, paisajes, frutas y flores. Imitó bajorrelieves en obras a tinta que llamó en camaïeu, empleó el pastel y produjo aguafuertes. A menudo se le enviaban ejemplares de aves raras para que las dibujase como lo hizo en Histoire naturelle.
Rechazó ofertas para trabajar para el Zar de Rusia y para el Rey de Dinamarca porque prefería permanecer en Francia y también perdió algunos de sus cargos cuando el intendente Fagon fue sucedido por De Trudaine. 
Sufrió dos ataques de apoplejía consecutivos. El segundo le dejó paralizado y poco después falleció. Fue enterrado en la iglesia de Saint Thomas de Beauvais, demolida en 1795. Su epitafio en la iglesia se perdió con la demolición, pero más tarde fue encontrado y trasladado a la iglesia de Saint Etienne.
A su muerte, un lote de más de cien diseños suyos fue reproducido en grabados para ilustrar una lujosa edición de las Fábulas de La Fontaine. No está claro si los había pensado para tal fin, o para ser tejidos en tapices.
Su hijo, Jacques-Charles Oudry, también fue pintor.